# A Parcel of Rogues
| Recensione | Giudizio |
| ---------- | -------- |
| AllMusic   | [ 1 ]    |

A Parcel of Rogues è un album discografico dei The Dubliners, pubblicato dalla casa discografica Polydor Records nel 1976.

## Tracce
Lato A
Tutte le composizioni sono tradizionali con arrangiamenti dei The Dubliners.
1. Spanish Lady – 3:43
2. Foggy Dew – 4:48
3. Kid on the Mountain – 3:06
4. Avondale – 2:40
5. Medley – 3:43
6. Blantyre Explosion – 3:43

Lato B
Tutte le composizioni sono tradizionali con arrangiamenti dei The Dubliners, eccetto dove indicato.
1. False Hearted Lover – 3:46
2. Thirty Foot Trailer – 3:38 (Ewan McColl)
3. Boulavogue – 4:10
4. Medley – 3:35
5. Parcel of Rogues – 4:17
6. Killieburne Brae – 4:23

## Formazione
- Luke Kelly - voce, banjo a 5 corde
- Barney McKenna - banjo tenore, mandolino
- John Sheahan - fiddle, tin whistle, mandolino
- Jim McCann - voce, chitarra[3]

Note aggiuntive
- Earl Gill - produttore
- Registrazioni effettuate al Dublin Sound Studios di Dublino (Irlanda) nel febbraio del 1976
- Paul Welch - grafica album
- Norman Moore - design album